# Sultanat de Damagaram

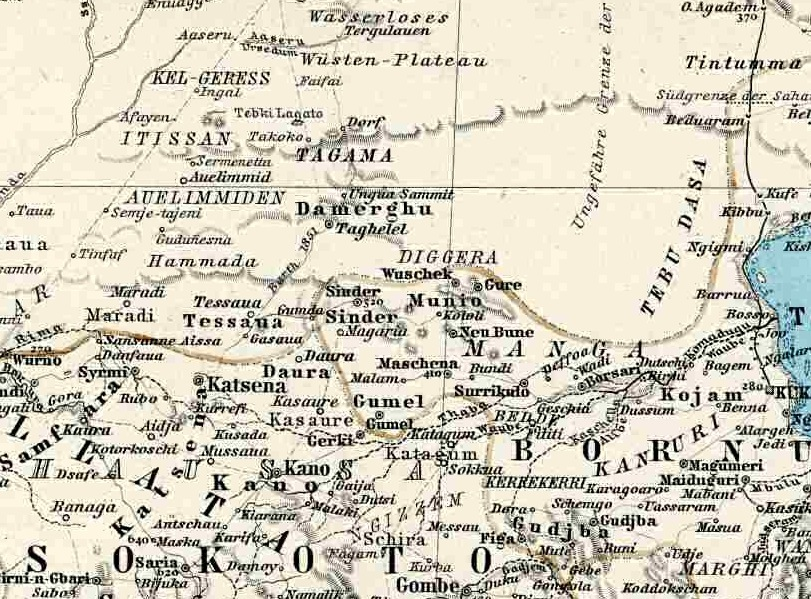
Un mapa alemany de 1891 de la regió que envolta el Sultanat de Damagaram. La frontera entre els vassalls de Bornu i els de Sokoto és en groc. Zinder (Aquí va lletrejar Sinder) mentre alguns altres noms de lloc utilitzen ortografies europees arcaiques.

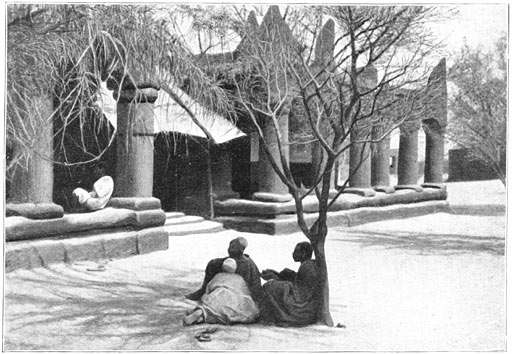
El pati del palau Sultà palau al districte de Birini a Zinder, 1906.

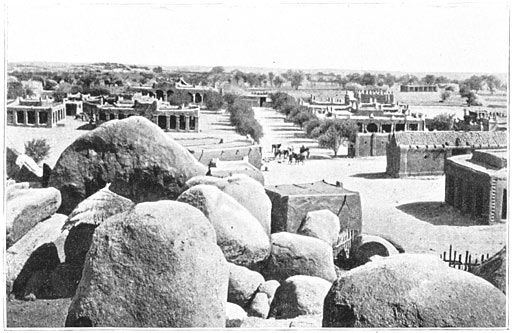
Miranda a la ciutat de Zinder, presumiblement des del fort francès (1906). El palau és a l'esquerra, al darrere.

El Sultanat de Damagaram conegut també com a sultanat de Zinder fou un potent estat precolonial en el que és ara el sud-est de Níger, centrat en la ciutat de Zinder fundat al segle xviii i que va governar fins al final del segle xix.

## Història

### Emergència
El Sultanat de Damagaram va ser fundat el 1731 (prop de Myrria, al modern Níger) per aristòcrates musulmans kanuri, dirigits per Mallam (1736–1743). Damagaram era tècnicament un estat vassall del decadent imperi de Kanem-Bornu, però aviat va començar a conquerir tots els altres vassall occidentals de Bornu. En el 1830 el petit grup de nobles de Bornu va conquistar el regne de Myrria, els sultanats Sassebaki (incloent-hi Zinder). Pel segle xix, Damagaram ja havia absorbit 18 estats de vassall de Bornu a l'àrea.
Zinder va augmentar d'un petit poble haussa a un centre important del comerç transsaharià amb el trasllat de la capital de Damagaram a aquella ciutat el 1736. La gran fortalesa de la ciutat del sud-est central (Birini) va ser construïda poc després, i esdevingué un important hub per comerciar amb el sud a través de Kano i a l'est amb Bornu. La ciutat haussa de Zinder i el seu barri tuareg de Zengou, es va expandir amb aquest comerç.

### Màxim poder
Damagaram va tenir una relació mixta amb l'altre poder regional important, el califat de Sokoto al sud. Mentre va proporcionar ajut als estats animistes haussa va dirigir als seus refugiats a l'oest (en el qual és ara Níger) on es va formar la resistència contra Sokoto, Damagaram mantenia al mateix temps bones relacions amb aquest veí del sud i els seus estats vassalls. Damagaram va ser important parada en la principal ruta comercial que enllaçava Trípoli a Kano, un del més potents emirats dependents de Sokoto, el qual va proporcionar recursos econòmics a ambdós estats. El comerç de l'oest i de l'est del riu Níger cap a Bornu també passava a través de Zinder, fent les relacions entre els animistes de llocs propers com Maradi o Gobirwa força profitoses, i per això importants. Damagaram també va explotar algunes de les explotacions de sal més productives de Bornu occidental, que eren mines d'evaporació, així com granges que produïen plomes d'estruç, altament valorades a Europa.
A la meitat del segle xix, els viatgers europeus van calcular que l'estat cobria uns 70,000 quilòmetres quadrats i tenia una població per damunt de 400.000, majoritàriament hausses, però també tuaregs, fulanis, kanuris, àrabs i tubus. Al centre de l'estat estava la família reial, un sultà (en hausa el Sarkin Damagaram) amb moltes mullers (es calcula que unes 300 mullers quan va visitar la zona Heinrich Barth el 1851) i fills, i una tradició d'herència directe (a fill o germà) successió que va assolir 26 governants el 1906. El sultà governava a través de les activitats de dos agents primaris el Ciroma (primer ministre i comandant militar) el seu hereu-aparent el Yakudima. Pel final del segle xix, Damagaram podia reunir un exèrcit de 5.000 cavallers, 30.000 soldats d'infanteria a peu, i una dotzena de canons els quals s'havien produït a Zinder. Damagaram podria també comptar amb les forces aliades dels tuaregs Kel Gres qui formaven les comunitats properes a Zinder i altres parts del sultanat.

### Conquesta francesa
Quan els francesos van arribar a la zona en els anys 1890, Zinder era l'única ciutat per damunt de 10.000 habitants en el qual és avui dia el Níger. Damagaram es va trobar amenaçat per incursions europees amb armes modernes a l'oest, i les forces conqueridores de Rabah az-Zubayr a l'est i al sud. El 1898, una força francesa sota el capità Marius Gabriel Cazemajou va passar tres setmanes sota protecció del sultà a Damagaram. Cazemajou hi havia estat enviat per formar una aliança amb Rabah contra els britànics, i la cort del sultà es va alarmar per la perspectiva d'una aliança entre les seves dues majors amenaces més potents. Cazemajou va ser assassinat per una facció al tribunal, i la resta dels francesos van fugir, protegits per altres faccions. El 1899, els francesos de la després desgraciada Missió Voulet-Chanoine van arribar finalment a Damagaram amb l'encàrrec de venjar la mort de Cazemajou. El 30 de juliol de 1899 es va lliurar la batalla de Tirmini, a 10 km de Zinder, i les ben armades tropes senegaleses franceses van derrotar el sultà i van ocupar Zinder, la capital de Damagaram. El germà de sultà Ahmadou mai Roumji que havia donat suport als francesos, va ser col·locat en el tron el 1899 (sultà Ahamadou dan Bassa).
Amb el colonialisme va venir la pèrdua d'algunes de les terres tradicionals de Damagaram i la majoria del comerç amb els britànics a Nigèria. El 1906 la intel·ligència francesa va advertir d'una possible revolta haussa amb suport del sultà, i aquest fou deposat i substituït per un titella com a regent.
Els francesos van establir a Zinder la capital del nou Territori Militar del Níger el 1911. La línia real del sultanat fou restablerta el 1923. El 1926, per por d'una eventual revolta dels hausses i la millora de relacions amb els pobles zarma o djerma de l'oest, la capital va ser transferida enrere al poble de Niamey.
El sultanat continua operant en funcions cerimonials fins al dia d'avui.

## Zinder
L'antiga regió de Damagaram va tenir centre en una població amb un barri construït a l'entorn de grans massissos granítics de nom Birni, que fou el centre del Sultanat i avui és un barri de la ciutat de Zinder. Aquest hauria sorgit a l'entorn del 1736 si bé el lloc de residència del sultà va ser variable fins al 1812 quan finalment Suleymane Dan Tanimoune es va establir a Zinder (Damagaram) i més concretament a Birni que des de aleshores fou capital del sultanat.
El palau hauria estat construït sota el regne de Tanimoune, el sultà més famós i fundador de l'imperi del Damagaram entre 1850 i 1852 sota la supervisió del mestre maçó Mahaman Giwa. El palau del sultà estava a Birni, al cor del barri que era la capital històrica del Damagaram. El sultà representa encara avui dia el poder tradicional i cada sultà és una mena de guardià del palau amb obligació de residir-hi i de mantenir-lo. Al tomb de 450 persones freqüenten regularment el palau: 82 notables, 162 guàrdies, 12 persones encarregades del manteniment, i nombrosos servidors. El palau acull a més festes i cerimònies que es desenvolupen durant tot l'any; el palau està obert a l'exterior i representa el patrimoni cultural de Zinder. El palau cobreix una superfície de 1m2 hectàrees tancades per un mur, amb diversos edificis al interior. El barri de Birni estava rodejat d'una muralla de terra de 9 o 10 metres d'altura (a la base a la vora de les portes 12 o 14 metres) construïda entre 1855 i 1856 (tres noies i 4 llibres de l'alcorà van ser emmurats en la construcció) de la que en queden algunes restes; aquestes muralles tenien set portes cadascuna amb un significat econòmic, cultural o religiós:
- A l'oest la porta de Sankara.
- Al sud-oest la porta de Cianciandi.
- Al sud la porta de Bawréwa.
- Al sud-est la porta de Murya
- Al nord-est la porta de Badaawa.
- Al nord/nord-est la porta de Dan Ladi.
- Al nord la porta de Zongo.

L'explorador alemany Henrich Barth va residir a Zinder el 1855; la que fou casa seva ha desaparegut però al lloc hi ha una placa. Moltes cases de Zinder tenen grans decoracions i recorden l'estètica de l'arquitectura haussa. La mesquita, al costat del palau, antigament anomenada Mesquita del Divendres, fou construïda en època indeterminada (probablement al segle xviii, o a tot tardar en el regnat de Tanimoune entre 1850 i 1855); és de tipus sudanès tombuctià; es quadrada i un aspecte exterior força massiu.
El sultanat basava la seva economia en la seva situació al centre de la ruta comercial de caravanes transsahariana que unia el Magreb a l'Àfrica negra. Entre els segles xvii i el XIX Birni fou capital d'un sultanat musulmà fins que la vila fou conquerida pels francesos el 1899 sota el regnat del sultà Dan Tanimoune (Amadou Kourandaga) que va resistir a la colonització francesa i va matar el capità Gabriel Marius Cazemajou, però finalment va morir ell mateix. França va declarar el protectorat el 30 de juliol de 1899, fins que al cap d'uns mesos, el 1900, fou integrat en el territori militar de Zinder; la ciutat va ser objecte d'un intent de reconquesta pels tuaregs en la revolta de 1916-1918. La població va créixer durant la primera meitat del segle xx amb la instal·lació progressiva de nòmades de la regió. Entre 1922 i 1926, Zinder fou la capital de la colònia francesa del Níger (abans havia estat capital del Territori Militar de Zinder i del Territori Militar del Níger). Després que els francesos foren expulsats de la vila per l'heroi Sultan Kouran Daga, la capital fou transferida a Niamey (1926), que era una vila a la vora del riu Níger.

## Sultans de Damagaram
- Malam Yunus dan Ibram (1731 - 1746)
- Baba dan Malam (1746 - 1757)
- Tanimun Babami (1757 - 1775)
- Asafa dan Tanimun (1775 - 1782)
- Abaza dan Tanimoun (1782 – 1787)
- Mallam Babou Saba (1787 - 1790)
- Mahaman dan Tanimun "Babu Tsaba" (1787 – 1790)
- Da'udu dan Tanimun (1790 – 1799)
- Amadu dan Tanimun "na Cihanza" (1799 – 1812)
- Sulayman dan Tintuma (1812 – 1822)
- Ibram Dan Saleman (1822 - 1841) (primera vegada)
- Tanimoun dan Saleman "Baki Jataw" "Dari" (primera vegada) (1841 - 1843)
- Ibram dan Saleman (segona vegada) (1843 - 1851)
- Mahaman Kace dan Ibram 1851 (regna pocs mesos)
- Tanimun dan Saleman "Baki Jataw" o "Dari" (segona vegada) (1851 - 1880)
- Kiyari dan Tanimun 1880
- Tanimun dan Saleman "Baki Jataw" o "Dari" (tercera vegada) (1880 - 1885)
- Saleman "dan Aysa" dan Tanimun "Karami" (1885 - 1893)
- Amadu dan Tanimun "May Rumji" o "Kuren Daga" (1893 - 1899)
- Amadu "dan Basa" dan Tanimun (1899 - 1906)
- Usman Bellama -Regent (1906 - 1921)
- Vacant 1921 - 1923 (Usman Bellama regent 27 febrer 1921 a 27 febrer 1923)
- Barma Mustafa (1923 - 1950)
- Sanda Umaru dan Amadu (1950 - 1978)
- Aboubakar Oumarou Sanda (1978 - 2001)
- Mamadu Mustafa (2001 - 2011)
- Aboubakar Oumarou Sanda (restablert) des de 2011